# Route nationale 192
Pour les articles homonymes, voir Route nationale 192 (homonymie).
La route nationale 192, ou RN 192, était une route nationale française qui reliait La Défense à Herblay.
Elle a été déclassée en RD 392 dans le Val-d'Oise et les Yvelines entre Bezons et la patte d'oie d'Herblay puis en RD 992 dans les Hauts-de-Seine entre Puteaux et Colombes.
Dans le classement de 1824, c'était la dernière route nationale de France métropolitaine.

## De La Défense auPont de Bezons(RD 992)
Les communes traversées sont :
- Puteaux ;
- Courbevoie ;
- La Garenne-Colombes ;
- Colombes ;
- Nanterre.

Dans chacune de ces communes, la voie s'appelait au XIXe siècle Route nationale de Paris au Havre. Aujourd'hui, son nom change dès qu'elle change de commune :
- avenue de la Division-Leclerc à Puteaux, sur 320 mètres ;
- boulevard de la Mission-Marchand à Courbevoie, sur 810 mètres ;
- boulevard National à La Garenne-Colombes, dernier reliquat de 1824, sur 730 mètres ; elle y rencontre la place de Belgique ;
- boulevard Charles-de-Gaulle à Colombes, sur 1400 mètres ; elle croise la route nationale 186 au niveau des Quatre-Chemins ;
- boulevard du Havre à Nanterre, sur une courte portion.

Cet axe accueille le siège de plusieurs grandes sociétés. De La Défense à la place de Belgique, on trouve la tour Total (siège), la tour Areva (siège), le Centre des nouvelles industries et technologies (CNIT), la tour Engie, Grohe (siège), Carglass (siège), le centre de recherche PSA de La Garenne-Colombes, le centre bus RATP de Charlebourg et Avanquest Software (siège), puis à nouveau Areva et Oracle (siège) au-delà de la place de Belgique.

## De Bezons à Herblay (RD 392)

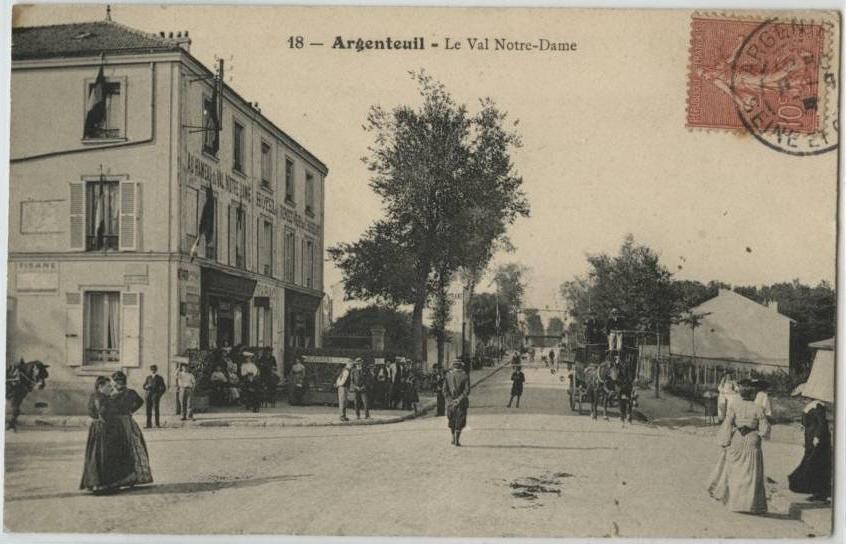
Route de Pontoise à Argenteuil vers 1910.

Après le pont de Bezons, les communes traversées sont :
- Bezons : la route porte alors le nom de rue J. et E. Rosenberg, rue de Pontoise, boulevard Gabriel-Péri puis rue Lucien-Sampaix ;
- Argenteuil : la route porte alors le nom de rue Lucien-Sampaix, puis route de Pontoise et avenue Gabriel-Péri ;
- Sartrouville : la route porte alors le nom de route de Pontoise ;
- Cormeilles-en-Parisis : la route porte alors le nom de boulevard Joffre, puis de boulevard Clemenceau ;
- La Frette-sur-Seine : la route porte alors le nom de boulevard de Pontoise ;
- Montigny-lès-Cormeilles : la route porte alors le nom de boulevard de Pontoise ;
- Herblay : la route porte alors le nom de boulevard du 8-Mai-1945 et rejoint l'autoroute A15 et la RN 14.

La RD 392 est une voie à forte circulation de 25 000 véhicules par jour en moyenne. Comme elle est une route urbaine avec de nombreux croisements et feux de signalisation, les encombrements y sont particulièrement fréquents.